# Зилим
Зили́м (баш. МФА: Еҙемо файле) — река в России, протекает в Республике Башкортостан. Устье реки находится в 585 км от устья реки Белой по правому берегу.
Длина реки составляет 215 км, площадь водосборного бассейна — 3280 км².

## Значение слова Зилим
На русский язык слово Зилим переводится с трудом. Топонимисты связывают его с башкирской основой «зил» — «ветер». Во внимание принимается также тот факт, что рядом с рекой Зилим, в верхнем её течении находится хребет Зильмердак, имеющий также в своем составе «зил».

## Туризм
По Зилиму проходит популярный водный туристический маршрут. Популярность даёт невысокая сложность маршрута, транспортная доступность и изобилие красивых мест. Среди них выделяются скала Мембет, скала Кузгенак, порог Кысык.
В известняках, слагающих берега Зилима, имеются глубокие поноры. В один из них, в 39 километрах от начала маршрута, уходит часть реки (в сухие годы — и вся река). Русло Зилима здесь делает излучину длиной 4-5 км, а подземный поток течет по спрямленному руслу, а затем сливается с основным руслом.

## Притоки
(указано расстояние от устья)
- 15 км: Кысынды
- 43 км: Мендим
- 78 км: Батканлыбаш
- 88 км: Ауй
- 88 км: Такаты
- 96 км: Большой Реват (Агват)
- 112 км: Малый Толпар (Большой Толпар)
- 126 км: Манайли
- 128 км: Куйли (Менди-Елга)
- 154 км: Большой Шишеняк (Алатауайры, М. Шишеняк)
- 155 км: Малый Шишеняк
- 169 км: Сарышка (Шарышка)
- 183 км: Зигаза

## Данные водного реестра
По данным государственного водного реестра России относится к Камскому бассейновому округу, водохозяйственный участок реки — Белая от города Стерлитамака до водомерного поста у села Охлебинино, без реки Сим, речной подбассейн реки — Белая. Речной бассейн реки — Кама.
Код объекта в государственном водном реестре — 10010200712111100018678.

## Топографические карты
- Лист карты N-40-XV. Масштаб: 1 : 200 000. Указать дату выпуска/состояния местности.
- Лист карты N-40-XVI. Масштаб: 1 : 200 000. Указать дату выпуска/состояния местности.
- Лист карты N-40-XXII. Масштаб: 1 : 200 000. Указать дату выпуска/состояния местности.